# Gerald Ford
Gerald Rudolph Ford, ifj. (Omaha, Nebraska, 1913. július 14. – Rancho Mirage, Kalifornia, 2006. december 26.) az Amerikai Egyesült Államok 38. elnöke 1974 és 1977 között, valamint 40. alelnöke 1973-tól 1974-ig. Ford volt az első alelnök, akit a huszonötödik alkotmánymódosítás értelmében jelöltek ki, majd 1974. augusztus 9-én, Richard Nixon elnök Watergate-botrány következményekénti lemondása után ő lett az első, aki sem az alelnöki, sem az elnöki pozícióra nem választás útján került.
Elnöki hivatali eskütételének kapcsán kijelentette: „Különleges körülmények között veszem át az elnöki hivatalt… A történelem egy olyan időszakában élünk, amely gondolkodásra késztet mindannyiunkat és fájdalmat okoz szívünkben.”

## Élete
Ford (teljes nevén: Gerald Rudolph Ford) két botránynak köszönhette elnökségét. Spiro Agnew alelnök korrupciós vádak miatt lemondásra kényszerült 1973 októberében, és a XXV. alkotmánykiegészítés értelmében Nixon elnök jelölhette ki utódját. Gerald Fordot választotta, mivel mérsékelt republikánus politikus, aki senkit sem tett ellenségévé, így egyaránt elfogadható lesz mindkét párt számára. Ford 1973. december 6-án tette le az alelnöki esküt. A következő évben maga Nixon is lemondásra kényszerült a Watergate-ügy miatt, ekkor Ford lett az Amerikai Egyesült Államok elnöke. 

### Elnöksége előtt
Eredetileg Leslie Lynch King volt a neve, de aztán felvette mélységesen tisztelt nevelőapjának, anyja második férjének a teljes nevét. A michigani Grand Rapidsban nőtt fel, itt kezdte meg ügyvédi pályafutását is. A második világháborúban négy évet szolgált a haditengerészetnél. Rendkívül hosszú időt töltött a képviselőházban (1949–1973), s az itteni tevékenységéért megkapta az Amerikai Politikatudományi Társaságának kiemelkedő szolgálatért járó érdemérmet. Ellenezte a szövetségi kormányzat hatalmának kiterjesztését és költekezésének növelését, és támogatta a védelmi kiadásokat.
A Kennedy-gyilkosságot kivizsgáló Warren-bizottság tagja volt. Támadta Johnson elnököt vietnámi politikája miatt, azt követelte, hogy vessenek be minden haderőt, vagy vonuljanak ki az országból, viszont támogatta Nixon külpolitikáját. A republikánusok fiatalabb nemzedékének vezető személyiségeként 1965-től 1973-ig a képviselőház kisebbségi csoportjának (vagyis a republikánusoknak) a vezetője volt.
Spiro Agnew alelnök 1973. október 10-én lemondott, az ellene felhozott adócsalás és pénzmosás vádját nem tagadta, de nem is ismerte be. A The New York Times szerint Nixon kongresszusi vezetők tanácsát kérte ki az utód kérdésében, ők egyhangúlag Fordot ajánlották neki.
Fordot október 12-én jelölték Agnew posztjára a huszonötödik alkotmánymódosítás értelmében. November 27-én a szenátus elfogadta Ford jelölését, csak három demokrata párti szenátor szavazott ellene. December 3-án a képviselőház is megerősítette az elnök választását. Egy órával később Ford letette az Egyesült Államok alelnökének esküjét.

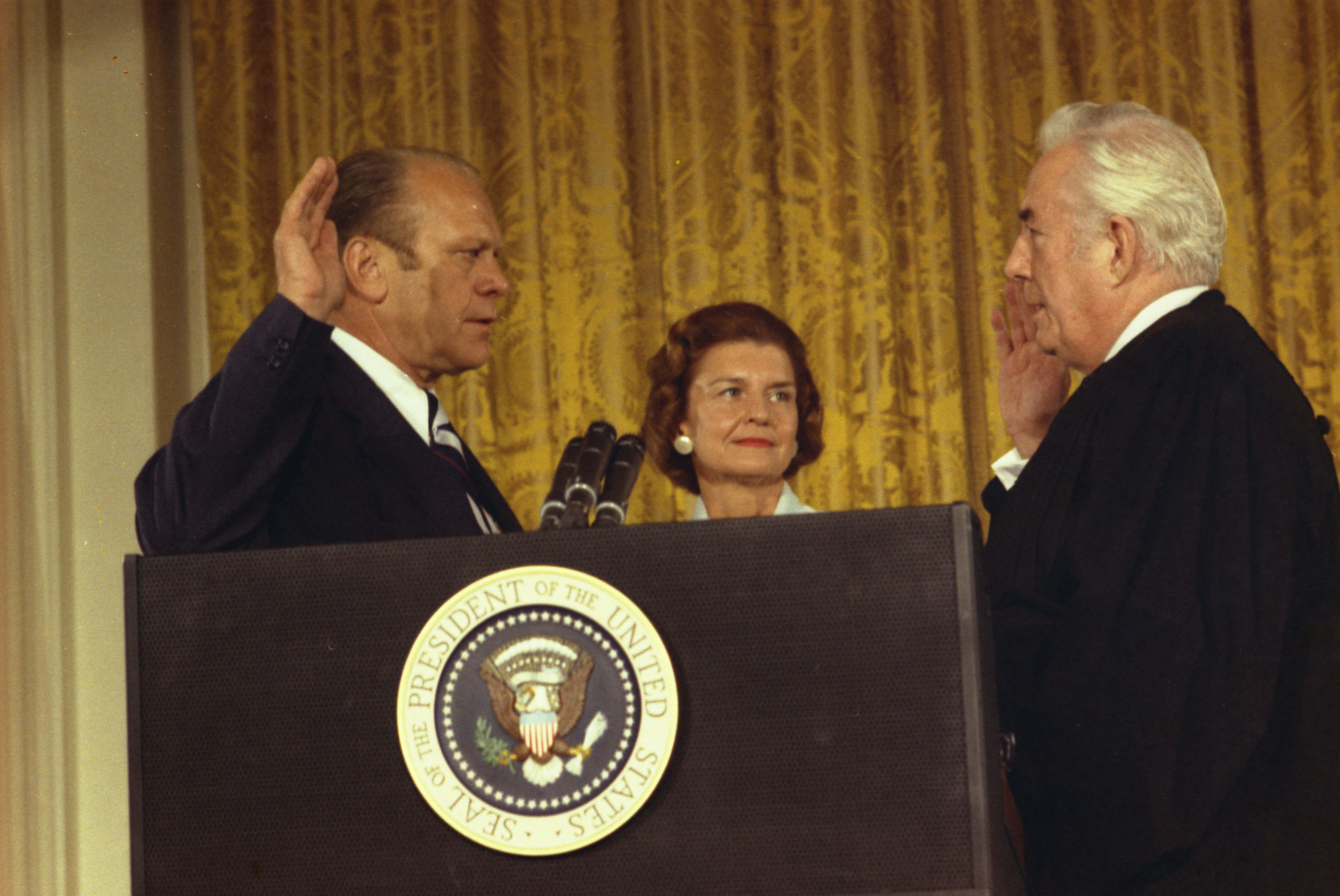
Warren Burger főbíró felesketi Fordot az Egyesült Államok 38. elnökének

#### Kegyelem Nixonnak
1974. szeptember 8-án Ford elnök „teljes és abszolút kegyelemben” részesítette Nixont az Egyesült Államok elleni bűntetteiért, amelyeket hivatali ideje alatt elkövetett vagy elkövethetett. Televíziós beszédében kijelentette, hogy az ország érdekeit leginkább az szolgálja, ha a Watergate-botrány végére pont kerül. Ezzel egyidőben Ford feltételes amnesztiát hirdetett azoknak, akik a vietnámi háború alatt a sorkatonai szolgálat alól külföldre, például Kanadába menekültek. Teljes amnesztiára azonban Jimmy Carter beiktatásáig várni kellett.

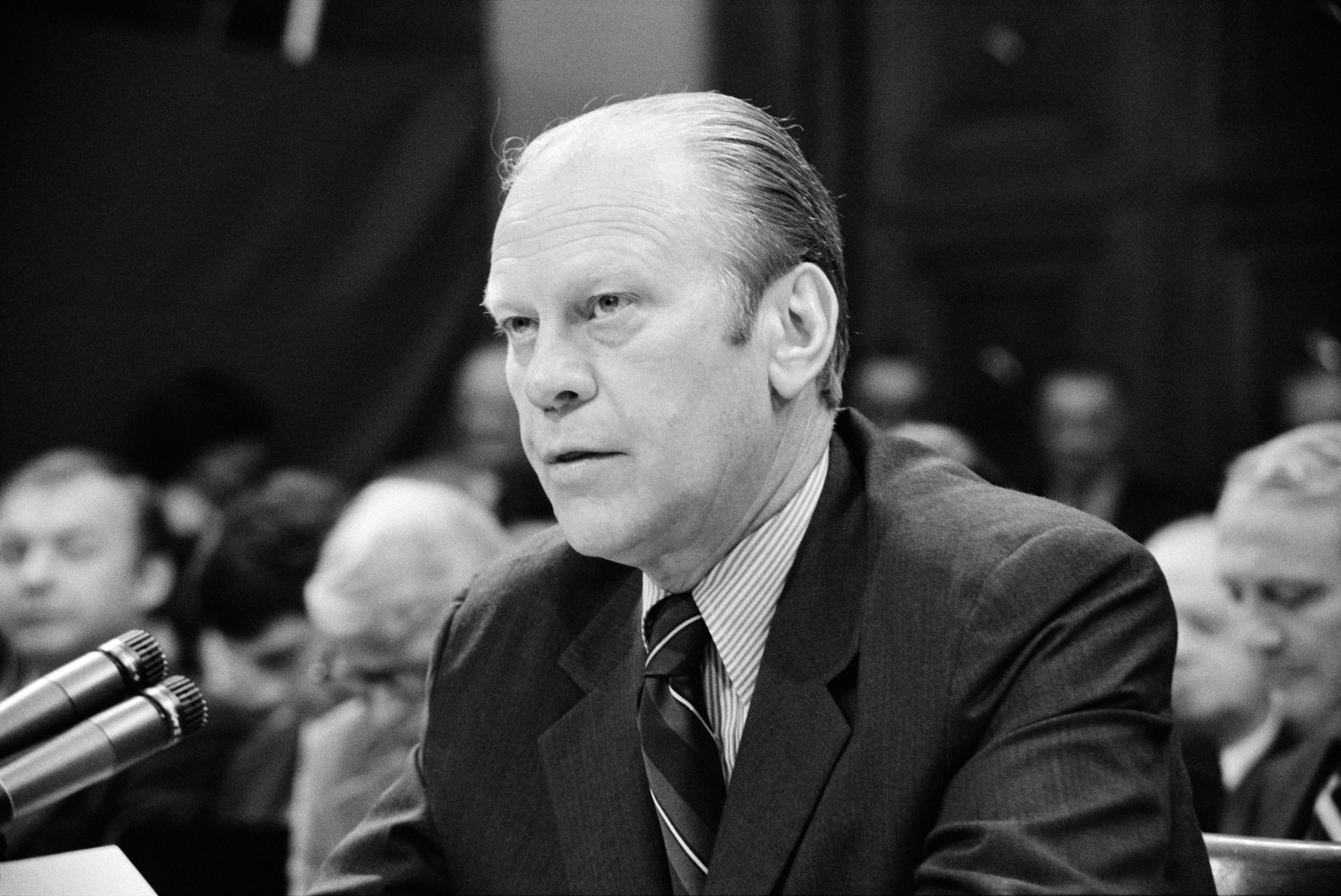
Ford elnök meghallgatása a képviselőházban a Richard Nixonnak nyújtott kegyelem ügyében

A Nixonnak nyújtott kegyelem rengeteg vitát váltott ki. Kritikusai kigúnyolták Fordot és azt állították, hogy korrupt alkut kötöttek. Szerintük Nixon a kegyelemért cserébe mondott le, és így Ford kerülhetett az elnöki székbe. Bob Woodward, a Watergate-ügyet feltáró két újságíró egyike, könyvében azt állítja, hogy Nixon sajtófőnöke, Alexander Haig, 1974. augusztus 1-jén, amikor még Ford alelnök volt, három lehetőséget vázolt fel neki: (1) Nixon kegyelemben részesíti önmagát és lemond; (2) Nixon kegyelmet ad azon embereinek, akik érintettek a Watergate-ügyben és lemond; vagy (3) Nixon beleegyezik a lemondásba, ha utóda bizonyosan kegyelemben fogja részesíteni. Haig ezután több papírt nyújtott át Fordnak; az egyik az elnöki kegyelem vázlata volt, amelyről ahhoz, hogy törvényes legyen, csak Nixon neve és Ford aláírása hiányzott. Bár Woodward szerint Haig egyértelműen nem fejezte ki álláspontját, Ford mindent megértett.
A feltételezések ellenére Ford semmilyen alkut sem kötött Haiggel. Később határozott úgy, hogy megkegyelmez Nixonnak, s ezt leginkább a köztük lévő szoros barátság miatt tette. Mindazonáltal a történészek egyetértenek abban, hogy ez a döntése jelentős mértékben közrejátszott abban, hogy Ford 1976-ban elvesztette az elnökválasztást.
Ford szóvivője és közeli barátja az eset után tiltakozásul lemondott posztjáról. Október 17-én Ford önként megjelent – amerikai elnök a történelemben először cselekedett így – a kongresszus képviselőházának igazságügyi albizottsága előtt, hogy tisztázza tettének hátterét és indítékait.
Miután Ford 1977-ben elhagyta a Fehér Házat, bizalmasai szerint megokolta a Nixonnak adott kegyelmet: pénztárcájában egy részletet hordott a Burdick v. Egyesült Államok per 1915-ös legfelsőbb bírósági határozatából, amely szerint a kegyelemnyújtás a bűnösség vélelme, a kegyelem elfogadása pedig felér a bűnösség elismerésével.

#### Kongresszusi választások
Az 1974-re esedékes szenátusi és képviselőházi választások kevesebb mint három hónappal Ford elnök hivatalba lépése után történtek. A Watergate-botrány miatt a Demokrata Párt ki tudta használni az állampolgárok elégedetlenségét, hogy a képviselőházban 49 mandátumot nyerjen el a republikánusoktól, kétharmados többséget szerezve a törvényhozásban. Az amerikai alkotmány értelmében ekkora többség szükséges az elnöki vétó felülvizsgálatához (és az alkotmány módosításához); ez valószínűleg hozzájárult ahhoz, hogy Ford idején a Kongresszus Andrew Johnson elnöksége (1865–1869) óta a legtöbb elnöki vétót érvénytelenítette. A voksoláson még Ford korábbi, biztos republikánus helyét is demokrata párti képviselő, Richard Vander Veen nyerte el. A 100 fős szenátusban 61 hellyel szintúgy a demokraták kerültek többségbe.

#### Belpolitikája
Amikor Ford beköltözött a Fehér Házba, a gazdaságra stagfláció volt jellemző, tehát a gazdaság stagnált, a munkanélküliség és az infláció szintje pedig magas volt. A helyzetet hagyományos, republikánus elődeihez hasonló eszközökkel, a szövetségi kiadások visszafogásával és a költségvetési hiány felszámolásával próbálta megoldani. Mivel inflációellenes lépéseit a kongresszus sosem támogatta, Ford elnök 1974. október 8-án, a Kongresszus két házának együttes ülésén az ország lakosságához fordult, és őket kérte meg, hogy „csökkentsék az inflációt most”. Az önkéntes kampány mozaikszava a WIN lett (az angol szó jelentése nyerni, emellett a whip inflation now, azaz a csökkentsük az inflációt most kezdőbetűi). Ford arra ösztönözte az amerikaiakat, hogy hordjanak WIN feliratú kitűzőket, amelyet beszéde során maga is viselt. Utólag ezt egy remekül előkészített reklámfogásnak minősítették, mivel nem kínált hatékony megoldást a problémára (az infláció ekkor 12,06 százalékon állt). Az elnök által javasolt 1975-ös adócsökkentés sem hozott jelentős változást.
1975. szeptember 5-én egy Lynette Alice Fromme nevű lány Sacramentoban kísérletet tett Ford meggyilkolására. Fromme, akit mindenki "Squeaky" (magyarul Cincogi, magas hangja miatt kapta ezt a nevet) néven ismert, a hírhedt hippi szekta, a "Manson család" tagja volt, és vezetője, Charles Manson parancsára akarta megölni a vezetőt. Az volt a terve, hogy a sajtótájékoztató alatt lelövi az elnököt. A fegyver azonban felmondta a szolgáltot, Fromme-ot pedig a helyszínen letartóztatták. A lányt a bíróság életfogytiglani börtönre ítélte. 2009-ben szabadon engedték. Charles Manson már a merényletkísérletkor börtönben volt az 1969-es Tate-LaBianca gyilkosságok kiterveléséért.
17 nappal Fromme akciója után egy újabb nő, a korábbi FBI-informátor, Sarah Jane Moore újabb merényletkísérletet követett el Ford ellen. A 45 éves nő, aki már 5 váláson volt túl, marxista eszméi miatt döntött úgy, hogy végez a politikussal. 12–13 m távolból lőtt rá az elnökre, de a fegyver félrehordott és a vezető feje mellé lőtt. Moore mellett egy veterán haditengerész állt, aki a földre lökte és lefogta a nő kezeit. Ám az ismét tüzet nyitott, de végül egy járókelőt sebesített meg. Sarah Jane Moore-t életfogytiglani börtönbüntetésre ítélték, de már őt is szabadon engedték.
Ford el akarta kerülni, hogy a szövetségi kormányzat eladósodása tovább súlyosbodjon, éppen ezért amikor New York városa 1975-ben gyakorlatilag csődbe ment, elutasította egy szövetségi kölcsön lehetőségét. A New York-i Daily News mára már közismert szalagcímmel jelent meg: „Ford a Városnak: Pusztulj!” Az elnök végül vonakodva korlátozott kormányzati segítséget nyújtott a városnak, miután az rendet teremtett pénzügyeiben.
1975. november 29-én a Kongresszus elfogadta a fogyatékkal élő gyermekek oktatását megalapozó törvényjavaslatot, amelyet Ford elnök december 2-án aláírásával törvénybe iktatott. Bár saját szavaival élve „erősen támogatta” a fogyatékos gyermekek oktatását, nyilatkozatában kétségeinek adott hangot a finanszírozás miatt. Javasolta a Kongresszusnak, hogy a kifogásolható részeket módosítsák még mielőtt a törvény az 1978-as pénzügyi évben teljesen érvénybe lép (ez végül nem történt meg, a törvényt csak később, 1983-ban módosították, majd 1990-ben felülvizsgálták és átnevezték).

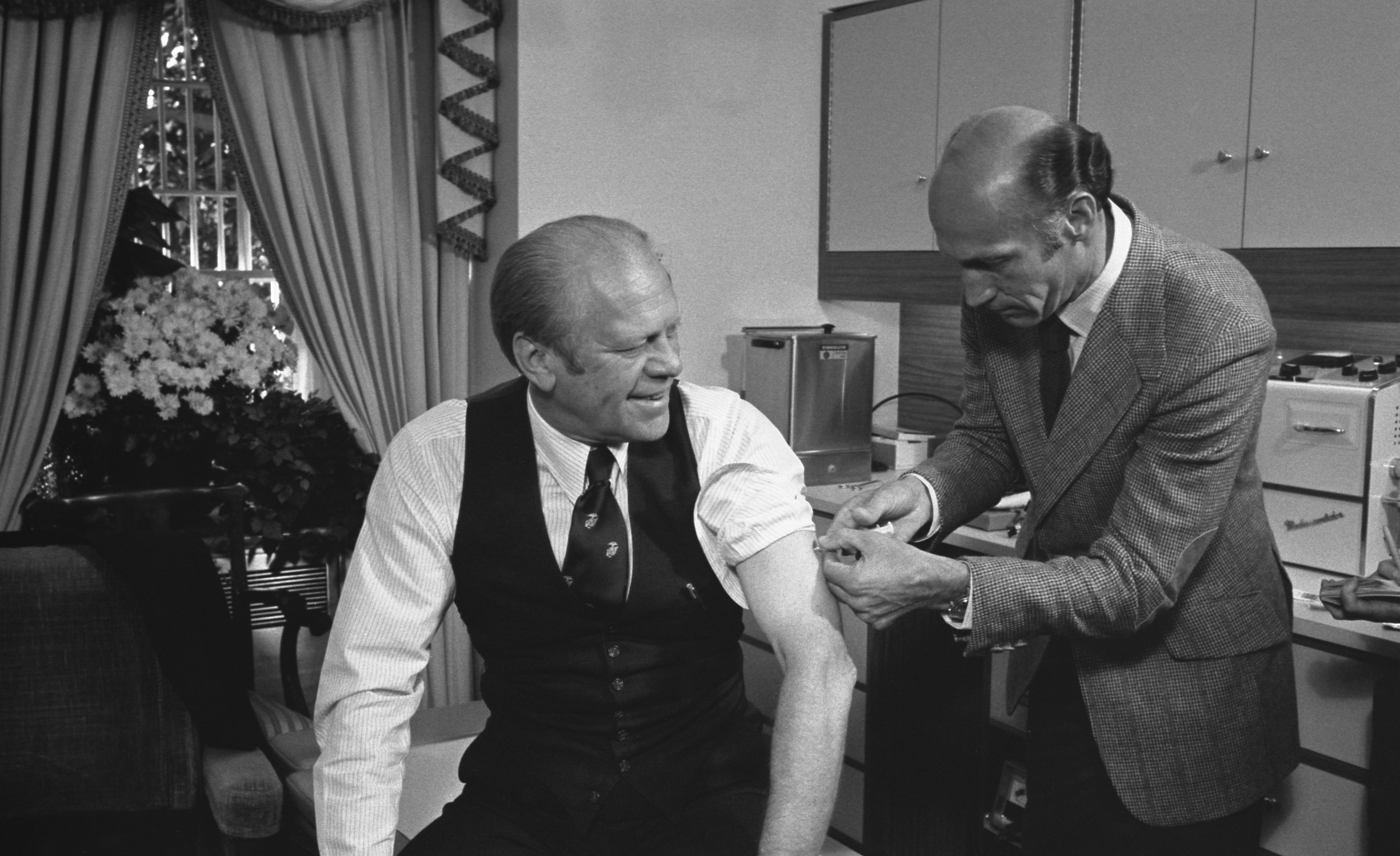
Ford elnök sertésinfluenza elleni védőoltást kap

Elnöksége alatt lehetséges, országos sertésinfluenza-járvány ütötte fel a fejét. 1976. február 6-án egy Fort Dix-i újonc katona elhunyt és további négyet kórházba kellett szállítani. Két héttel később egészségügyi tisztviselők azt jelentették be, hogy a halálesetet sertésinfluenza okozta és hogy az 1918-as világjárványhoz hasonló törzsről van szó. A Ford-kormányzat egészségügyi hivatalnokai sürgették az Egyesült Államok egész lakosságának beoltását. Az oltási program késedelmesen haladt, de mire decemberben felhagytak vele, a népesség 25 százaléka megkapta az oltást. Az országos méretű járvány végül elmaradt, az egyetlen feljegyzett fertőzés miatti haláleset a katonáé volt (az oltóanyag beadása utáni szövődmények több mint 30 emberáldozatot követeltek).

### Külpolitikája

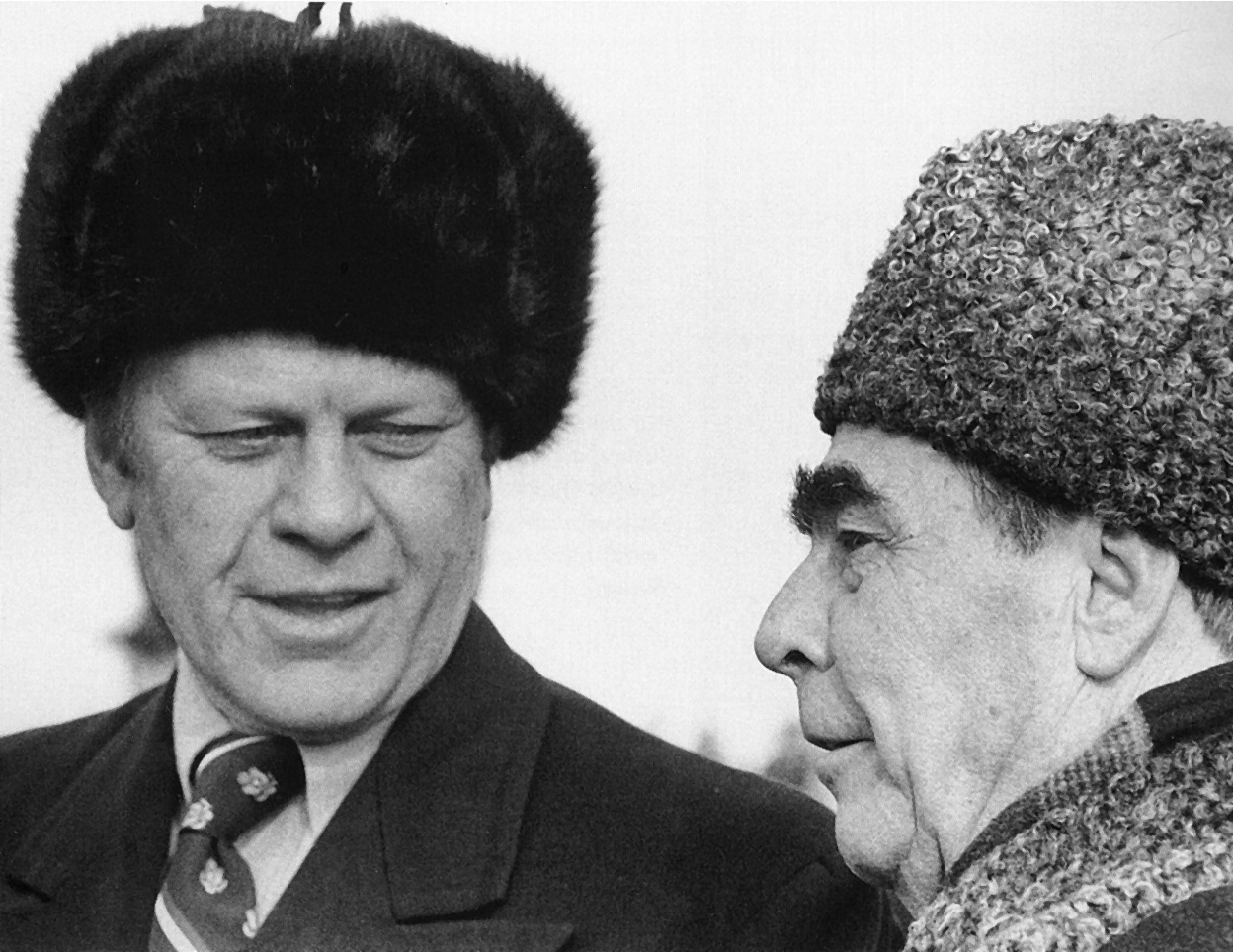
Ford elnök Leonyid Brezsnyev szovjet pártfőtitkárral találkozik Vlagyivosztokban, 1974-ben

Mivel Ford 1975-ös ausztriai látogatása során elbotlott és legurult az elnöki különgép lépcsőjén, a Watergate-botrány óta egyre kíméletlenebb sajtó árgus szemekkel figyelte, és azonnal közzétette minden ügyetlen gesztusát. Efféle nyelvbotlásait is kinyomtatták: „Ha Lincoln élne, forogna a sírjában!” 

#### Vietnám
Ford egyik legnagyobb külpolitikai kihívása a folytatódó vietnámi konfliktus volt. A Párizsban 1973. január 27-én aláírt békeszerződés értelmében tűzszünet lépett érvénybe Vietnám egész területén, azonban 1974 decemberében észak-vietnámi csapatok megszállták Phuoc Long tartományt és gyorsan nyomultak előre. Ford elnök újabb segélyek nyújtását kérte a Kongresszustól a dél-vietnámiaknak, ezt azonban elutasították. 1975. április 21-én Nguyễn Văn Thiệu dél-vietnámi elnök lemondott és nyíltan támadta az Egyesült Államokat, hogy országa a támogatásuk hiánya miatt esett el. Két nappal később, április 23-án Ford elnök a New Orleans-i Tulane Egyetemen elmondott beszédében bejelentette, hogy amerikai oldalról a vietnámi háború véget ért. Április 29–30-án az elnök utasítására evakuáltak minden amerikai állampolgárt, továbbá több ezer vietnámi lakost Saigonból, a dél-vietnámi fővárosból. Pár órával később a várost megszállták az észak-vietnámi csapatok.

### Felesége
Felesége, a vidám és határozott Betty Ford, az egykori táncosnő kiállt a női egyenjogúságot biztosító alkotmánymódosítás mellett, amely végül nem kapott elegendő támogatást. Egyik mellének daganat miatti eltávolítása után nyíltan beszélt a történtekről a nyilvánosságnak, és asszonyok millióit vette rá, hogy időben vizsgáltassák meg magukat. Egy tévéinterjú során bevallotta, hogy fiatalabb korában ő is kipróbálta volna a marihuánát, majd azt is, hogy ő ugyan nem híve a házasság előtti nemi kapcsolatnak, de elterjedése talán csökkentheti a válásokat. Amikor Ford ezt meghallotta, közölte vele, hogy kijelentései miatt legalább húszmillió szavazatot fog veszíteni a választáson. Férje választási vereségéért Betty felelősnek érezte magát, gyógyszerekhez és alkoholhoz menekült. Pár év múlva kilábalt függőségéből, s részt vett a kaliforniai Rancho Mirage-on létrehozott Betty Ford Kábítószer és Alkohol Rehabilitációs Központ megalapításában.